# Čitose (1936)
Čitose byla nosič hydroplánů japonského císařského námořnictva. Během druhé světové války byla přestavěna na letadlovou loď. Vývod spalin ze strojovny byl přesunut na záď lodi. Pohonné agregáty zůstaly nezměněné.

## Bojové nasazení
Od roku 1944 byla přidělena 3. eskadře letadlových lodí. 25. října byla během bitvy u Leyte napadena americkým námořním letectvem z letadlových lodí. Loď zasáhlo 8 pum a 3 letecká torpéda. V důsledku toho se během hodiny potopila. Zahynulo 904 mužů. Zachráněno bylo 480 mužů lehkým křižníkem Isuzu a 121 mužů torpédoborcem  Shimotsuki.